# Томас Моубрей, 4-й граф Норфолк
Томас де Моубрей (англ. Thomas de Mowbray; 17 вересня 1385 або 1386 — 8 червня 1405, Йорк, Йоркшир, Королівство Англія) — англійський аристократ, 4-й граф Норфолк, 2-й Граф Ноттінгем, 8-й барон Сегрейв, 7-й барон Моубрей. Син Томаса Моубрея, 1-го герцога Норфолка. У 1405 році спільно з Річардом Скрупом підняв заколот проти короля Генріха IV на користь Мортимерів, зазнав поразки при Шиптон-Мурі і був страчений.

## Походження
Томас Моубрей належав до знатної англійської роду нормандського походження, засновник якого був соратником Вільгельма Завойовника. Моубреї перебували в досить близькій спорідненості з королівською династією: одна з прабабусь Томаса по батькові, Джоан, належала до Ланкастерської гілки Плантагенетів, а інша, Маргарет Норфолкська, була дочкою Томаса Бразертона — одного з синів короля Едуарда I. Цій родині належали великі землі в північних графствах, до яких додалася отримана через Маргарет спадщина роду Біго у Східній і Центральній Англії. Батько Томаса того ж імені носив титули 6-го барона Моубрей і 7-го барона Сегрейв, 1-го графа Ноттінгем і 3-го графа Норфолк, обіймав спадкову посаду графа-маршала, а в 1398 році став 1-м герцогом Норфолк.
Томас-молодший був першою дитиною в сім'ї герцога Норфолка і його другої дружини Елізабет Фіцалан (перша дружина герцога, Елізабет ле Стрейндж, померла бездітною). Він з'явився на світ 17 вересня 1385 року або в 1386 році, а після нього народилися син Джон і три дочки — Маргарет, Ізабелла та Елізабет.

## Життєпис
Томас Моубрей-старший був замішаний у заколотах проти короля Річарда II. У 1398 році він викликав на поєдинок Генріха Болінгброка, графа Дербі; король в останній момент заборонив бій і засудив обох на вигнання (Норфолка довічно, Дербі на десять років), а частину володінь Моубрея і посаду графа-маршала конфіскував. Томас виїхав на континент і помер 22 вересня 1399 року в Венеції. До того моменту Болінгброк встиг повернутися до Англії, підняти заколот і повалити Річарда II (той офіційно зрікся 29 вересня), після чого сам став королем під ім'ям Генріх IV. 14-річний Томас Моубрей-молодший на час перевороту був пажем королеви Ізабелли Французької, дружини Річарда II. Новий монарх дозволив йому прийняти спадщину за вирахуванням титулу герцога Норфолка, а посада графа-маршала, яку Томасу дозволили зайняти, була відокремлена від посади маршала Англії, наданої довічно графу Вестморленду.
Тепер Томас був 4-м графом Норфолк, 2-м графом Ноттінгем, 8-м бароном Сегрейв, 7-м бароном Моубрей, володарем великих земель в низці графств Англії. Однак він страждав через те, що отримав не всі почесті, що належали йому по праву; можливо, Моубрея налаштовували проти нової влади і його йоркширські сусіди, Персі та Скрупи. Наприкінці 1400 року граф одружився з племінницею Річарда II Констанції Голланд, чий батько, Джон Холланд, герцог Ексетер (єдиноутробний брат Річарда), незадовго до того був обезголовлений за заколот. У лютому 1405 року і сам Моубрей виявився причетний до змови Едуарда Норвічського, герцога Йоркського: цей вельможа хотів викрасти з Віндзора братів Мортімерів, старший з яких, Едмунд, при Річарді був спадкоємцем престолу. Томас у всьому зізнався і поклявся, що не брав активної участі в змові. Король, повіривши йому, залишив цю історію без наслідків.
Незабаром стався конфлікт між Моубреєм і Річардом Бошаном, графом Ворік: останній заявив, що в Палаті лордів має перевагу, через те, що його графський титул старше, ніж титул Томаса, і Генріх IV ухвалив рішення на його користь. Ображений Моубрей виїхав на північ, де Персі та Скрупи вже підняли заколот на користь Мортімера. Разом з архієпископом Йоркським Річардом Скрупом граф складав і поширював маніфести англійською мовою, в яких говорилося про непосильні податки, про загальне розорення і про необхідність передати корону законному спадкоємцю Річарда, а Генріх IV фігурував в тексті як узурпатор і порушник клятви. Бунтівники зібрали армію у вісім-дев'ять тисяч осіб і рушили від Йорка на північ, до земель Моубрея, де до них були готові приєднатися сер Джон Фоконберг та інші місцеві лицарі. Мабуть, Моубрей і Скруп хотіли об'єднати свої сили з графом Нортумберленд і бароном Бардольф. Однак син короля Джон (згодом герцог Бедфорд) і Ральф Невілл, граф Вестморленд, розсіяли військо Фоконберга у Топкліффа, а 29 травня перегородили Моубрею і Скрупу шлях до Шиптон-Мура.
Вестморленд прикинувся, що налаштований миролюбно, і запропонував командирам заколотників особисту зустріч. Моубрей був категорично проти, але Скруп все ж наполіг на тому, щоб почати переговори; коли граф-маршал і архієпископ приїхали на зустріч з Невіллом, той наказав їх схопити, а їх люди розбіглися. Бранців привезли до Понтефракту. Туди не пізніше 3 червня приїхав з Уельсу король, який вирішив, що бунтівники повинні померти саме там, де вони підняли прапор повстання. До складу сформованої ним суддівської комісії увійшли Томас Бофорт (єдинокровний брат Генріха IV), Томас Фіцалан, 12-й граф Арундел (дядько Моубрея), і головний суддя Вільям Гаскойн. Однак 8 червня, коли король наказав Гаскойну винести вирок, той відмовився судити духовну особу; замість нього рішення комісії було оголошено сером Вільямом Фулторпом — людиною обізнаною в законах, але яка не мала статусу судді. Моубрей, Скруп і їх соратник сер Вільям Пламптон були засуджені до страти через відсікання голови. Це рішення підтримали Фіцалан і Бофорт, що діяли як констебль і маршал відповідно.
У той же день, 8 червня 1405 року, коли в Йорку йшло свято святого Вільгельма, засуджених повели на страту; за даними одного з джерел, Моубрея везли верхи на кобилі, посадженого задом наперед на знак безчестя. Страта відбулася на полі за міськими стінами при великому скупченні народу. 19-річний Томас в останні хвилини явно боявся смерті, але Скруп постарався його підбадьорити. Графа обезголовили першим. Його тіло поховали в місцевій церкві Грейфрайерс, а голову виставили на загальний огляд, насадивши на кіл. Через два місяці король дозволив зняти голову, і згідно з місцевою легендою за цей час вона навіть не почала розкладатися.

## Сім'я
Томас Моубрей був одружений з 1404 року з Констанцією Голланд, дочкою Джона Голланда, 1-го герцога Ексетер, і Елізабет Ланкастерскою (племінниця двох королів, Річарда II по батькові та Генріха IV по матері), але шлюб залишився бездітним. Пізніше вдова вийшла за сера Джона Грея. Спадкоємцем Томаса став його молодший брат Джон, що згодом отримав титул герцога Норфолк.